# Diocèse de Saginaw
Le diocèse de Saginaw (en latin : Dioecesis Saginavensis) est un territoire ecclésiastique de l'Église catholique aux États-Unis, suffragant de l'archidiocèse de Détroit. Son évêque actuel, Robert Dwayne Gruss, a son siège à la cathédrale Sainte-Marie-de-l'Assomption de Saginaw dans l'État du Michigan, depuis le 20 mai 2009.

## Territoire
Le diocèse comprend la partie centre-est du Michigan avec cent-deux paroisses dans onze comtés. Les trois villes principales sont Saginaw, Bay City et Midland.

## Historique
Lorsqu'Alexis de Tocqueville visite Saginaw en 1831, ce n'est qu'un petit village de trappeurs d'une trentaine d'âmes et Détroit une petite ville de trois mille habitants. Les États-Unis ne se sont formés comme nation que depuis cinquante ans et la région de Saginaw ne s'y est intégrée que depuis trente ans, dépendant auparavant du Québec. Il n'y avait alors aucune paroisse dans ce qui est aujourd'hui le diocèse et la région dépend canoniquement du diocèse de Cincinnati.
Le diocèse a été érigé canoniquement le 26 février 1938 par la bulle Ad animarum bonum de Pie XII, recevant son territoire, équivalent à seize comtés, de l'archidiocèse de Détroit et du diocèse de Grand Rapids. Son premier évêque est William Murphy (1885-1950) ancien curé à Détroit, qui dirige le diocèse jusqu'à sa mort. Il comprend alors une population de 77 705 baptisés dans 81 paroisses et 31 missions desservies par 112 prêtres et réparties en quatre doyennés. De ces paroisses, 41 possèdent une école paroissiale (dont 17 écoles secondaires). Le diocèse dispose alors en outre de deux hôpitaux, une résidence pour jeunes travailleuses, et un jardin d'enfants.
Le diocèse connaît une période de grande expansion dans les années d'après-guerre, comme tous les diocèses américains, multipliant les nouvelles institutions et ouvrant de nouvelles paroisses. Mais cette époque florissante est brutalement interrompue par les changements de société de la fin des années 1960 et du début des années 1970.
Le diocèse de Saginaw cède une portion de territoire en 1970 à l'avantage du nouveau diocèse de Gaylord.
Francis Reh rénove sa cathédrale selon les nouvelles dispositions post-concilaires en 1975 et applique les réformes dans le diocèse, créant en particulier un conseil pastoral formé de laïcs. Cependant les vocations chutent comme dans tout le pays, mais de façon plus brutale, et même la pratique diminue. Ce n'est qu'à partir de 2005, date à laquelle le nombre des séminaristes passe à douze (au lieu de quatre l'année précédente), que la chute semble enrayée, grâce en partie à l'attention liturgique et au renouveau de l'évangélisation mis en œuvre par Robert Carlson. En 2006, il y a 19 séminaristes. Le premier diacre permanent est ordonné en août 2006 et deux ordinations de prêtres ont lieu en 2007.

## Ordinaires
- Liste des évêques de Saginaw

## Statistiques
Selon l'annuaire pontifical de 2009
- Superficie : 18 006 km2
- Nombre de baptisés catholiques au 31 décembre 2007: 139 937
- Nombre d'habitants en 2007 : 724 142
- Nombre de paroisses en 2007 : 105
- Nombre de prêtres en 2007 : 113 (dont 12 réguliers), soit un prêtre pour 1 238 baptisés
- Nombre de diacres permanents en 2007 : 14
- Nombre de religieuses en 2007 : 124

## Source
- (en) Cet article est partiellement ou en totalité issu de l’article de Wikipédia en anglais intitulé « Roman Catholic Diocese of Saginaw » (voir la liste des auteurs).